# Гулистан (футбольный клуб)
«Гулистан» (узб. «Guliston» futbol klubi) — бывший узбекистанский футбольный клуб из одноимённого города.

## Названия
- 1969—1991 — «Пахтачи».
- 1974 — «Мотор».
- 1992—1993 — «Шифокор».
- 1994—2004 — «Гулистан».
- 2005—2008 — «Сырдарья».
- 2009—2014 — «Гулистан».
- 2018—2024 — «Шифокор».

## История
Основан в 1962 году. С 1969 года выступал во второй лиге чемпионата СССР (сезоны 1969—1970 — класс «Б», в сезонах 1975—1981 — во второй лиге; в 1991 — во второй низшей лиге). Домашние матчи проводил на стадионе «Металлург».
Несколько сезонов провёл в высшей и первой лигах чемпионата Узбекистана.
В 2018 году под руководством врачей Асланова Фурката Валижоновича и Эргашева Шарофиддина Турдимуродовича команда организовала и приняла участие в чемпионате 2-й лиги Сырдарьинской области.